# Wormerveer
Wormerveer – miasto w północnej Holandii, w prowincji Holandia Północna, w gminie Zaanstad. Do 1974 roku miasto stanowiło siedzibę administracyjną gminy o tej samej nazwie.
W mieście znajduje się dworzec kolejowy, z którego pociągi do Amsterdamu kursują cztery razy na godzinę.
Z Wormerveer związani są:
- Herman Gorter
- Gerrit Mannoury